# Aphoebantus peodes
Aphoebantus peodes är en tvåvingeart som beskrevs av Osten Sacken 1887. Aphoebantus peodes ingår i släktet Aphoebantus och familjen svävflugor. Inga underarter finns listade i Catalogue of Life.